# Campionati francesi di sci alpino 1975
I Campionati francesi di sci alpino 1975 si disputarono a Megève e a Pra Loup; furono assegnati i titoli di slalom gigante, slalom speciale e combinata, sia maschili sia femminili, e di discesa libera maschile.

## Risultati

### Uomini

#### Discesa libera
| Pos. | Atleta                | Nazione |
| ---- | --------------------- | ------- |
| 1    | Jean-Jacques Bertrand | Francia |
| 2    | Patrick Brye          | Francia |
| 3    | Bernard Rossat-Mignod | Francia |

Data: 10 febbraio

Località: Megève

#### Slalom gigante
| Pos. | Atleta         | Nazione |
| ---- | -------------- | ------- |
| 1    | Alain Navillod | Francia |
| 2    | ?              | ?       |
| 3    | ?              | ?       |

#### Slalom speciale
| Pos. | Atleta         | Nazione |
| ---- | -------------- | ------- |
| 1    | Alain Navillod | Francia |
| 2    | ?              | ?       |
| 3    | ?              | ?       |

#### Combinata
| Pos. | Atleta         | Nazione |
| ---- | -------------- | ------- |
| 1    | Alain Navillod | Francia |
| 2    | ?              | ?       |
| 3    | ?              | ?       |

### Donne

#### Slalom gigante
| Pos. | Atleta          | Nazione |
| ---- | --------------- | ------- |
| 1    | Fabienne Serrat | Francia |
| 2    | ?               | ?       |
| 3    | ?               | ?       |

#### Slalom speciale
| Pos. | Atleta            | Nazione |
| ---- | ----------------- | ------- |
| 1    | Muriel Mandrillon | Francia |
| 2    | ?                 | ?       |
| 3    | ?                 | ?       |

#### Combinata
| Pos. | Atleta          | Nazione |
| ---- | --------------- | ------- |
| 1    | Fabienne Serrat | Francia |
| 2    | ?               | ?       |
| 3    | ?               | ?       |